# 57 Dywizja Zmechanizowana
57 Gwardyjska Nowobugska Dywizja Zmechanizowana (ros. 57-я гвардейская стрелковая Новобугская орденов Суворова и Богдана Хмельницкого дивизия) – związek taktyczny Armii Radzieckiej przejęty przez  Siły Zbrojne Federacji Rosyjskiej.
W końcowym okresie istnienia Związku Socjalistycznych Republik Radzieckich dywizja stacjonowała na terenie Niemieckiej Republiki Demokratycznej. W tym czasie wchodziła w skład 8 Armii. Dyslokowana do Rosji i rozformowana w 1992.

## Struktura organizacyjna
Skład w 1990:
- dowództwo i sztab – Naumburg
- 170 Gwardyjski Dęblińsko-Berliński pułk zmotoryzowany;
- 174 Gwardyjski Pomorski pułk zmotoryzowany;
- 241 Gwardyjski Ludzki pułk zmotoryzowany;
- 51 Gwardyjski Fastowski pułk czołgów;
- 29 batalion czołgów;
- 128 Gwardyjski Dęblińsko-Pomorski pułk artylerii samobieżnej;
- 901 pułk rakiet przeciwlotniczych;
- 491 dywizjon przeciwpancerny;
- 113 batalion rozpoznawczy;
- 89 batalion łączności;
- 67 batalion inżynieryjno-saperski;
- 229 batalion obrony przeciwchemicznej;
- 1129 batalion zabezpieczenia;
- 51 batalion remontowy;
- 75 batalion medyczny.